# Robin Hranáč
Robin Hranáč (* 29. Januar 2000 in Pilsen) ist ein tschechischer Fußballspieler. Der Innenverteidiger steht aktuell bei der TSG 1899 Hoffenheim unter Vertrag und ist seit März 2024 Nationalspieler von Tschechien.

## Karriere

### Verein
Nach Jugendstationen bei SK Kdyně 1920 und SK Klatovy 1898 schloss sich Hranáč im Jahr 2015 Viktoria Pilsen an. Hier durchlief er die weiteren U-Mannschaften und ging zur Spielzeit 2018/19 in die B-Mannschaft über. Nach drei Jahren in der 2. Mannschaft gab er am 10. Februar 2021 im Pokalspiel gegen den FK Přepeře sein Debüt für die 1. Mannschaft. Zwei Monate später folgte gegen den FK Teplice auch sein erster Einsatz in der Fortuna Liga.
Zur Saison 2021/22 wechselte Hranáč leihweise für ein halbes Jahr zu Aufsteiger MFK Tatran Liptovský Mikuláš in die slowakische Fortuna liga. Während der Leihe stand er bei allen möglichen Ligaspielen in der Startelf und erzielte im September 2021 gegen FK Pohronie auch ein Tor für die Slowaken.
Nach seiner Rückkehr folgte im Januar 2022 bis zum Ende der Saison eine weitere Leihe zum FK Pardubice, welche im August 2022 für die Spielzeit 2022/23 verlängert wurde. Auch während seiner zweiten Leihe war Hranáč in der Startelf gesetzt und etablierte sich in dieser Zeit in der ersten tschechischen Fußballliga. In eineinhalb Jahren absolvierte er insgesamt 42 Pflichtspiele für Pardubice und erzielte dabei zwei Tore. Der Verein verbrachte diese zwei Spielzeiten dauerhaft im Abstiegskampf und konnte den Klassenerhalt im Juni 2023 erst in der Relegation gegen den 1. FK Příbram sichern.
Zur Spielzeit 2023/24 kehrte er nach Pilsen zurück und gehört nun auch dort dauerhaft zum Stammpersonal der 1. Mannschaft. Mit dem Verein erreichte Hranáč das Viertelfinale der Europa Conference League, in dem die Tschechen knapp gegen den späteren Finalisten AC Florenz ausschieden. Außerdem erreichte Pilsen auch das Pokalfinale, verlor dort jedoch mit 1:2 gegen Sparta Prag. Hranáč wurde am Ende der Spielzeit zum besten Abwehrspieler der Fortuna Liga ausgezeichnet.
Ende August 2024 wechselte Hranáč nach Deutschland in die Fußball-Bundesliga und schloss sich der TSG 1899 Hoffenheim an.

### Nationalmannschaft
Für die tschechische U21 debütierte er im November 2021 und nahm später mit dieser auch an der U21-Europameisterschaft 2023 in Rumänien und Georgien teil. Bei dem Turnier stand Hranáč bei allen drei Gruppenspielen in der Startelf, schied mit seinen Mitspielern nach Niederlagen gegen England und Israel jedoch bereits nach der Gruppenphase aus dem Turnier aus.
Mitte März 2024 wurde Hranáč von Nationaltrainer Ivan Hašek erstmals in den Kader der A-Nationalmannschaft einberufen. Sein Debüt für diese hatte er am 26. März 2024 bei einem 2:1-Freundschaftsspielsieg über Armenien, wo er auch in der Startelf stand. Ein paar Monate später wurde er dann auch für den finalen Kader bei der Europameisterschaft 2024 nominiert. Bei der Europameisterschaft stand Hranáč bei allen Spielen in der Startelf der Auswahlmannschaft, welche nach Niederlagen gegen Portugal und die Türkei vorzeitig nach der Gruppenphase aus dem Turnier ausschied.

## Erfolge
- Abwehrspieler der Saison der Fortuna Liga: 2023/24[5]
- Team des Turniers der UEFA Europa Conference League: 2023/24[11]